# Le Tueur à la rose rouge
Pour plus de détails, voir Fiche technique et Distribution.
Le Tueur à la rose rouge (Nur tote Zeugen schweigen) est un thriller italo-hispano-allemand réalisé par Eugenio Martín, sorti en 1962.

## Synopsis
Jeune boxeur et fleuriste, Chris Kronberger est fou amoureux de la médium Magda Berger. Mais, un soir, son compagnon magicien et ventriloque Hans est assassiné dans sa loge. Or, Chris est la dernière personne à l'avoir vu vivant, après avoir été surpris par ce dernier dans sa garde-robe. Il est aussitôt suspecté par la police mais il ne tarde pas à prendre la fuite. Chargé de l'enquête, l'inspecteur Kaufmann est secondé par Karin, la sœur du coupable idéal, qui refuse de croire en la culpabilité de son frère. Pourtant, le seul témoin du crime a mystérieusement disparu : il s'agit de Groog, l’effrayante poupée du ventriloque hypnotiseur assassiné.

## Fiche technique
- Titre original : Nur tote Zeugen schweigen
- Titre français : Le Tueur à la rose rouge
- Réalisation : Eugenio Martín
- Scénario : Gerhard Schmidt, Francis Niewel, Gabriel Moreno Burgos et Giuseppe Mangione
- Montage : Antonio Gimeno et Edith von Seydewitz
- Musique : Angelo Francesco Lavagnino, Francesco De Masi et Roman Vlad
- Photographie : Francisco Sempere
- Production : Alfons Carcasona
- Sociétés de production : Domiziana Internazionale Cinematografica, Procusa et International Germania Film
- Société de distribution : Constantin Film
- Pays d'origine :  Italie,  État espagnol,  Allemagne de l'Ouest
- Langue originale : allemand
- Format : couleur
- Genre : thriller
- Durée : 85 minutes
- Dates de sortie : 
  -  Italie : 19 décembre 1962
  -  Allemagne de l'Est : 31 janvier 1963

## Distribution
- Götz George : Chris Kronberger
- Heinz Drache : inspecteur Kaufmann
- Jean Sorel : Erik Stein
- Mara Cruz : Karin Kronberger
- Werner Peters : l'inspecteur de police
- Margot Trooger : Katharina
- Massimo Serato : Georg von Cramer
- Eleonora Rossi Drago : Magda Berger
- Michael Cramer : Pablo
- Guido Celano : Tony
- José María Caffarel : le psychiatre